# Кладовище німецьких військовополонених (Київ)
Кладовище німецьких військовополонених — розташоване в Шевченківському районі міста Києва, в історичній місцевості Сирець, в кінці вулиці Ризької, в місці її сполучення з вулицею Щусєва, в невеличкому гаю неподалік від залізничної платформи «Сирець» та однойменної станції метро. Єдине кладовище такого роду в Києві. Згідно з «Книгою памяти України» всього близько 250 похованих осіб, згідно з Народним союзом Німеччини з догляду за військовими могилами — близько 300.
Кладовищем опікується Народний союз Німеччини з догляду за військовими могилами (Volksbund Deutsche Kriegsgraberfursorge e. V.), це було перше кладовище в Україні, яке свого часу союзу вдалося відновити.

## Історія
На цвинтарі ховали передусім військовополонених з Сирецького табору (колишній концентраційний табір німецької окупаційної влади), що розташовувався неподалік (в якості кладовища Сирецького табору діяло з 1944 по 1947 роки, за іншими даними по 1949 рік). Також тут було поховано військовополонених страчених у Києві за військові злочини — загалом 15 осіб: трьох повішених 23 листопада 1943 року на Бесарабській площі, та 12 повішених 29 січня 1946 року на Думській площі (сучасний Майдан Незалежності). Можливо в 1944 році на цьому кладовищі також було перепоховано 500 вояків з німецького кладовища у парку Пушкіна.
На початку функціонування цвинтаря Управлінням внутрішніх справ Київської області був укладений договір на догляд за кладовищем з мешканкою будинку № 62 по Ризькій вулиці (розташований безпосередньо поряд з кладовищем) Надією Дмитрівною Кунцевич. Пізніше (ймовірно у 1955 році) договір був припинений, після чого кладовище стало занепадати — заросло кущами і травою, номерні знаки були розтягнути, на крайних могилах збудували будинки. Незважаючи на припинення договору з УВС, Н. Д. Кунцевич з власної волі намагалася доглядати за могилами — згідно з її інтерв'ю 1992 року, їй вдалося зберегти п'ять гробків розташованих поряд з її будинком.

## Опис
Початково мало огорожу з металевою сіткою, на кожний могилі був номерний знак. Станом на початок 21 сторіччя має вигляд майданчика прямокутної форми площею біля 1200 м², обнесеного огорожею. Вимощена камінням доріжка йде від входу до центру кладовища, де знаходиться дерев'яний хрест висотою біля 3 м, у підніжжя якого вмонтована кам'яна плита з логотипом Народного союзу Німеччини з догляду за військовими могилами і написом німецькою і українською мовами: «Hier ruhen kriegsgefangene — opfer des Zweiten weltkrieges. Тут покояться військовополонені — жертви Другої світової війни». У кожному з чотирьох кутків майданчику знаходяться символічні групи з трьох кам'яних хрестів, біля двох з цих груп в землі знаходяться плити з іменами встановлених осіб: ефрейтора Генриха Еріха Вюхерпфенніга (Heinrich Erich Wucherpfennig. gefreiter. 18.07.1921—22.01.1945) та Альберта Шлафена (Albert Schlafen 24.09.1904—14.01.1945).